# Rubén Darío Da Rosa
Rubén Darío Da Rosa Cano (n. Pilar, Paraguay; 13 de marzo de 1961) es un periodista deportivo y relator de partidos de fútbol paraguayo. Actualmente se desempeña como el relator principal de los encuentros de fútbol transmitidos por televisión de la Primera División de Paraguay y de la selección de fútbol de Paraguay.

## Biografía
Su actividad periodística se inició en 1978 en la ciudad de Pilar en la radio Carlos Antonio López. Después pasó por los micrófonos de la radio La Voz de la Cordillera en Caacupé. Desde allí emigra a la capital paraguaya, Asunción, para prestar sus servicios en Radio Guaraní, Radio 1º de Marzo, Radio Nacional del Paraguay, Radio Uno y Radio Ñandutí.
En televisión realizó sus primeros pasos en el Sistema Nacional de Televisión en donde permaneció entre 1989 y 2001. Deja el SNT y pasa a Telefuturo, convirtiéndose en el relator principal de la empresa-productora dueña de los derechos de transmisión del fútbol profesional paraguayo, Teledeportes, en conjunto con el canal de aire y el de cable, Unicanal de la empresa Multicanal hoy Tigo TV. A fines de 2008, recibe como conductor de Telefútbol el galardón instituido para el mejor programa de radio y televisión paraguaya, el Paraná de Oro.
Más tarde, en marzo de 2009, comienza una nueva etapa en su carrera cuando se traslada, siempre como integrante de Teledeportes, al Canal 13 con el que entabla una nueva sociedad, idéntica a la que tenía en el canal 4 Telefuturo, siendo conductor y relator principal. Los juegos se emiten en vivo por cable y en forma de resumen por aire. En febrero de 2011, Da Rosa regresó a Telefuturo y continua hasta en la actualidad a la par de formar parte del canal deportivo Tigo Sports desde 2014.

## Premios y reconocimientos
| Distinción                               | Otorgada por                    | Año  |
| ---------------------------------------- | ------------------------------- | ---- |
| Premio por la trayectoria "Lucha Fuerte" | Whaaldrem                       | 1996 |
| Mejor periodista deportivo               | Premios Luis Alberto del Paraná | 1999 |
| Constante apoyo a la Liga de Santaní     | Liga Santaniana de Fútbol       | 1999 |
|                                          | 25 años de American             | 2004 |
| Mejor programa deportivo del Paraguay    | Multicanal/CVC                  | 2004 |
| Paraná de Oro                            | Premios Luis Alberto del Paraná | 2006 |
| Mejor periodista deportivo               | Diario Popular                  | 2008 |
| Trayectoria periodística                 | Gran noche del deporte          | 2010 |
| Hijo Dilecto de la Ciudad de Pilar       | Junta Departamental             | 2012 |